# Takehiro Tomijasu
Takehiro Tomijasu (japonsky 冨安 健洋, * 5. listopadu 1998) je japonský profesionální fotbalista, který hraje na pozici středního či pravého obránce za anglický klub Arsenal FC a za japonský národní tým.

## Klubová kariéra
Hrával za Avispa Fukuoka, K. Sint-Truidense VV a Bologna FC 1909.

## Reprezentační kariéra
Jeho debut za A-mužstvo Japonska proběhl v zápase proti Panamě 12. října 2018. S japonskou reprezentací se zúčastnil Mistrovství Asie ve fotbale 2019. S týmem získal stříbrné medaile. Tomijasu odehrál za japonský národní tým celkem 18 reprezentačních utkání.

## Statistiky
| Japonsko | Japonsko | Japonsko |
| Roky     | Záp.     | Góly     |
| -------- | -------- | -------- |
| 2018     | 2        | 0        |
| 2019     | 16       | 1        |
| Celkem   | 18       | 1        |

## Úspěchy

### Reprezentační
- Mistrovství Asie: ; 2019